# El ball dels maleïts
El ball dels maleïts (títol original en anglès The Young Lions) és una pel·lícula estatunidenca dirigida per Edward Dmytryk i estrenada l'any 1958, protagonitzada per Marlon Brando, Montgomery Clift i Dean Martin, basada en la novel·la homònima d'Irwin Shaw. Ha estat doblada al català.

## Argument
Conta els destins creuats de tres personatges entre 1938 i 1945. El tinent alemany Christian Diestl (Marlon Brando) de la Wehrmacht té un alt sentit de l'honor dins la guerra i pensa que es pot matar algú si això serveix per a arribar a la pau. El cantant Michael Whiteacre (Dean Martin) intenta escapolir-se del seu deure amb l'exèrcit, però per l'amor d'una dona, na Margaret Freemantle (Barbara Rush) es decideix a anar al front. Noah Ackerman (Montgomery Clift), jueu sense diners, però culte i amb un gran cor, que es troba amb en Michael a la revisió medica militar i aquest li presenta, el mateix vespra, a la que serà la dona de la seva vida.

## Anàlisi
Aquesta pel·lícula d'Edward Dmytryk destaca pel seu tractament de la guerra. Personatges submergits a pesar seu dins unes vivències que no es podien imaginar. Per la crítica de Fotogramas, les interpretacions són el principal al·licient d'un conjunt excessivament llarg, on les tres històries queden dessaborides. Segons l'agregador de ressenyes de pel·lícules Rotten Tomatoes els crítics van donar a la pel·lícula una crítica positiva, amb una valoració mitjana de 7,6/10.

## Repartiment
- Marlon Brando: Tinent Christian Diestl
- Montgomery Clift: Noah Ackerman
- Dean Martin: Michael Whiteacre
- Hope Lange: Hope Plowman
- Barbara Rush: Margaret Freemantle
- May Britt: Gretchen Hardenberg
- Maximilian Schell: Capità Hardenberg
- Dora Doll: Simone
- Lee Van Cleef: Sargent primer Rickett
- Liliane Montevecchi: Françoise
- Parley Baer: Sargent Brandt
- Arthur Franz: Tinent Green
- Hal Baylor: Burnecker
- Richard Gardner: Crowley
- Herbert Rudley: Capità Colclough

## Premis
- La pel·lícula va obtenir tres nominacions als Oscar:[5][6]
  - Millor fotografia en blanc i negre: Joseph MacDonald
  - Millor banda sonora: Hugo Friedhofer.
  - Oscar al millor so: Carl W. Faulkner
- En els BAFTA, la pel·lícula també va estar nominada en la categoria de millor pel·lícula estrangera.[7] i Marlon Brando com a millor actor estranger.[8]
- Nominada en els Globus d'Or com a millor pel·lícula que promou la comprensió internacional.